# Peter Lodahl
Peter Lodahl, R. (født 7. januar 1974) i Herning er en dansk operasanger, kulturiværksætter, jurist og musikchef for landsdelsorkestret Copenhagen Phil 2019-2024. Inden da 2016-2019 direktør for CPH Opera Festival. Peter Lodahl er bestyrelsesmedlem i Kulturens Analyseinstitut.[kilde mangler]
Han er uddannet som klassisk tenorsanger på Det Jyske Musikkonservatorium og på Operaakademiet i København. Peter Lodahl har efter 2008 studeret hos Gregory Lamar i New York. 
Efter at have været fastansat på operaen i Kiel og fra 2003 på Komische Oper i Berlin blev Lodahl i 2009 hentet hjem af operachef Kasper Holten som solist på Operaen i København (2009-2017). Samme år medvirkede Lodahl som Don Ottavio i Holtens nyskabende operafilm 'Juan'. 
Peter Lodahl har nationalt og især internationalt sunget tenorpartier som Tamino i Tryllefløjten, Ferrando i Cosi fan tutte, Rodolfo i La Boheme med Anna Netrebko, Alfredo i La Traviata, Romeo i Romeo et Juliette, Edgardo i Lucia di Lammermoor, Duca i Rigoletto og titelroller i Mitridate, europapremieren på The Great Gatsby og i verdenspremieren på Marco Polo på mandarin.
Lodahl har gæstet Musikverein i Wien, Festspielhaus Salzburg, Concertgebouw i Amsterdam, Hamburgische Staatsoper,  Staatsoper Unter den Linden Berlin, Konzerthaus Berlin, Oper Frankfurt, Brucknerhaus Linz, Theatre La Monnaie i Bruxelles, Teatro Real Madrid, Semperoper Dresden, Teatro Colon Buenos Aires, Lincoln Center Festival New York, Guangzhou Opera House, Beijing, Gewandhaus Leipzig, Tokyo og Oslo operaen.
Han har arbejdet med anerkendte operainstruktører som Hans Neuenfels, Calixto Bieto, Barrie Kosky, Keith Warner, Stefan Herheim, Christoph Marthaler og Cristof Loy.
Peter Lodahl arbejder jævnligt med verdenskendte dirigenter som Michael Schønwandt, Franz Welser-Möst, Manfred Honeck, Adam Fischer, Ivor Bolton, Carlo Rizzi, Kiril Petrenko, Lothar Koenigs, Frans Brüggen, Christoph Poppen og Michael Boder.
Siden 1996 har Peter Lodahl regelmæssigt optrådt med guitaristen Frederik Munk Larsen i duoen Serenadeservice for at vinde nyt publikum for den klassiske genre.
Peter Lodahl  blev i 2007 nomineret som "Nachwuchskünstler des Jahres" i det tyske tidsskrift Opernwelt. Han blev Ridder af Dannebrogordenen i 2013. 
Peter Lodahl har desuden modtaget udmærkelser og legater:
- Edith Allers Mindelegat 2003
- Gösta Winbergh Award 2006
- Holger Bruusgaards Legat 2010
- Ridder af Dannebrogordenen 2013
- Aksel Schiøtz Prisen 2018

Den Danske Forskningsfonds æreslegat 2019
Peter Lodahl medvirker på følgende indspilninger:
- ”Dichterliebe” Interpretation af Christian Jost over Schumanns værk af same navn. Akkompagneret af Horenstein Ensemble er Lodahl første danske vokale solonavn på  “Deutsche Grammophon”

Dette album er ved den årlige Opus Klassik Award 2020 nomineret i fem kategorier som fx “Sänger des Jahres” og “Solistische Einspielung des Jahres”.
Kilde: https://www.opusklassik.de/
- "Dig elsker jeg" (med Kammerkoret Camerata og sopranen Ditte Højgaard Andersen) – EMI Classics, 2005.
- "Life is a dream" (med Sopranen Anna Leese og pianisten Alisdair Hogarth) – MSM Records, 2009.
- "Music of the Spheres" (med DR Symfoniorkestret, dirigeret af Thomas Dausgaard) – Dacapo Records, 2010.
- "Tannhäuser" (med Den Kongelige Opera, dirigeret af Friedemann Leyer) - Decca, 2011
- “Hymnen til Midtjylland” (med duoen Morten og Claus, produceret af Troels Skjærbæk og Thomas Fleron), den officielle slagsang til Superliga-holdet FC Midtjylland.

Som Festivaldirektør på Københavns Operafestival lykkedes det på under tre år Lodahl at skabe stabilitet om økonomien, fordoble publikumstallet til over 40.000 årlige besøgende og at skabe internationalt niveau og international opmærksomhed. Peter Lodahl arbejdede forud for sin ansættelse som festivalchef tre år i Copenhagen Opera Festivals Advisory Board med faglig sparring og rådgivning på repertoire, casting, talentsøgning og etablering af internationalt branchenetværk.
Peter Lodahl bestilte eller igangsatte bestilling som festivaldirektør på Copenhagen Opera Festival tre operaer af danske komponister:
• Silent Zone (Louise Alenius) 
• Nordkraft (Signe Lykke)
• Lisbon Floor (Matias Vestergaard) 
Alle tre blev nomineret som “Årets opera” til Reumertpriserne.